# Глушков, Алексей Юрьевич
Алексе́й Ю́рьевич Глушко́в (род. 9 марта 1975, Москва) — российский борец греко-римского стиля, бронзовый призёр Олимпийских игр. Заслуженный мастер спорта России.

## Карьера
На Олимпийских играх в Сиднее завоевал бронзовую медаль в весовой категории до 69 килограмм.
Чемпион мира и серебряный призёр первенства.

## Образование
Выпускник юридического факультета Московского государственного университета путей сообщения и РГУФКа.